# Peer Gregaard
Peer Haakon Gregaard (født 3. maj 1913 i København, død 18. juli 1998) var en dansk teaterchef. 
Gregaard var i lære på bl.a. Folketeatret, hvor han senere blev inspektør. I 1939 kom han til Det ny Teater som økonomichef og blev i 1944 direktør samme sted. Gennem hans 22-årige periode som direktør ændredes repertoiret, så det, i stedet for primært at bestå af operetter og lystspil, blev til en af landets førende scener i 1950'erne. Hovedvægten var på nyere engelsk, fransk og amerikansk dramatik. Som det eneste privatteater modtog Det ny Teater intet statstilskud. 
I 1966 blev Peer Gregaard direktør for Det Kongelige Teater og stod også her for en fornyelse af teatret. Under hans ledelse overtog nationalscenen i 1970 Comediehuset. 
Han tildeltes i 1953 Teaterpokalen for en enestående indsats for dansk teater. 
Per Greegaard var gift med den svenske skuespillerinde Ulla Hodell. Han er begravet på Frederiksberg Ældre Kirkegård.